# Pandemia de gripe de 1557
La pandemia de gripe de 1557 es una pandemia derivada de una cepa pandémica de la gripe que surgió en 1557 en Asia, luego se extendió a África, Europa y, finalmente a América. Esta gripe era altamente infecciosa y presentaba síntomas intensos, ocasionalmente letales. Historiadores médicos como Thomas Short, Lazare Rivière y Charles Creighton reunieron descripciones de fiebres catarrales reconocidas como gripe por médicos modernos. atacando poblaciones con mayor intensidad entre 1557 y 1559. Durante la gripe de 1557 algunos gobiernos, probablemente por primera vez, invitaron a médicos para dar una respuesta organizada a la epidemia. También es la primera pandemia en la que se vincula la gripe con abortos espontáneos, y se le da el en inglés a esta patología También por primera vez, se registra de forma fiable la propagación a nivel mundial. Esta pandemia de gripe causó grandes tasas de fallecimientos, infección casi universal y agitación económica a medida que se sucedieron las distintas oleadas.

## Asia
Según un cronista europeo de apellido Fonseca, quien escribió Disputat. de Garotillo, la pandemia de gripe de 1557 estalló por primera vez en Asia. La gripe se extendió hacia el oeste a lo largo de las rutas establecidas de comercio y peregrinación antes de llegar al Imperio Otomano y a Oriente Medio. Una epidemia de una enfermedad similar a la gripe se registra para septiembre de 1557 en India portuguesa.

## Europa

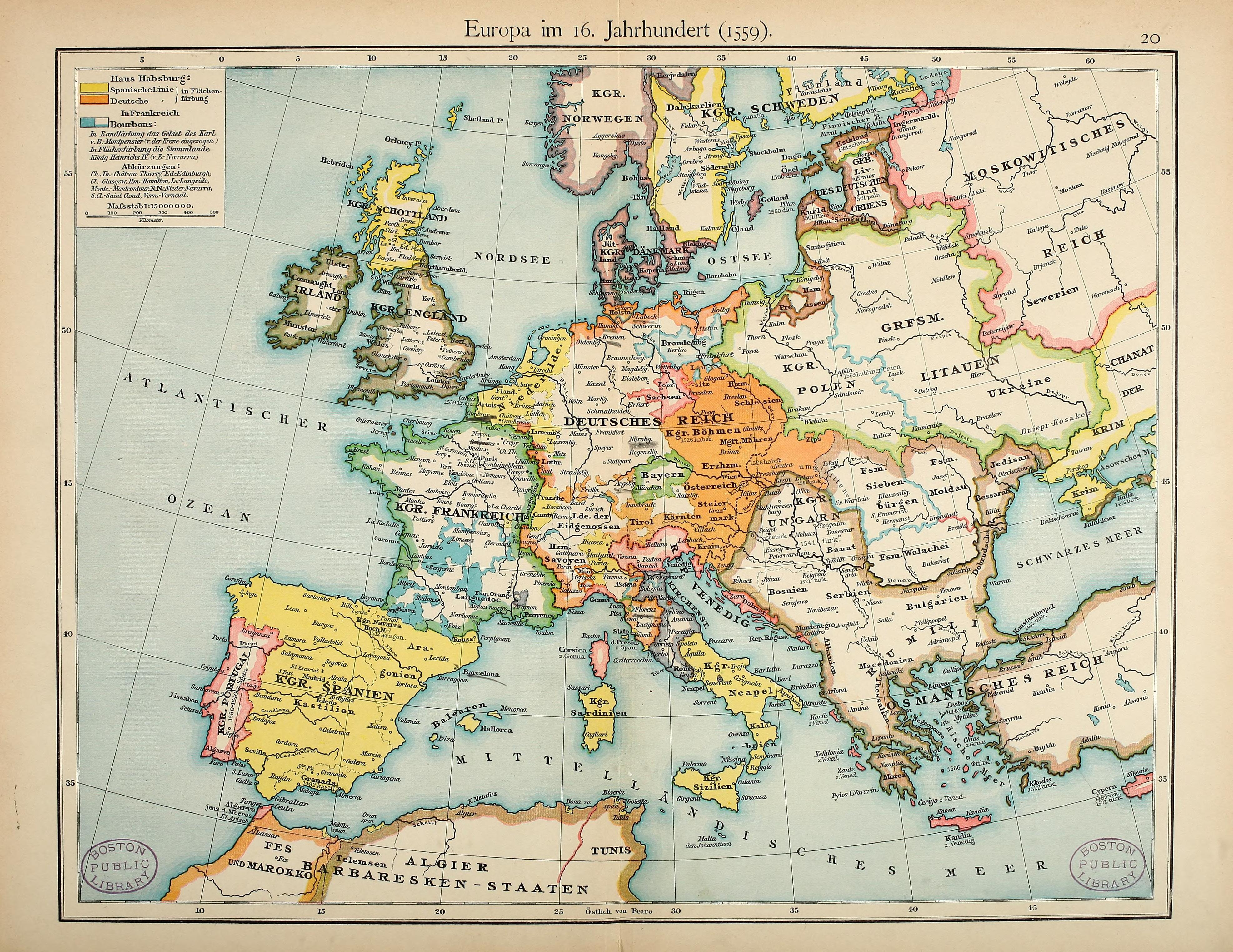
La gripe entró en Europa a través del Imperio Otomano y infectó a marineros del norte de África

En el verano de 1557 partes de Europa acababan de sufrir brotes de peste, tifus, sarampión, y viruela cuando la gripe llegó del Imperio Otomano y del norte de África. La gripe se extendió hacia el oeste a través de Europa a bordo de buques mercantes en el Mar Mediterráneo, aprovechando de nuevo las rutas comerciales y de peregrinación. Las tasas de mortalidad fueron más altas en los niños, aquellos con condiciones preexistentes, los ancianos, y aquellos que fueron desangrados. Los brotes fueron particularmente graves en las comunidades que sufrían escasez de alimentos. Las epidemias de fiebres y enfermedades respiratorias finalmente se convirtieron en la nueva enfermedad en Inglaterra, nuevo conocido en Escocia, y coqueluche o simplemente catarro por historiadores médicos en el resto de Europa. Debido a que afligió a poblaciones enteras a la vez en brotes masivos, algunos eruditos contemporáneos pensaron que la gripe era causada por estrellas, vapores contaminados provocados por el clima húmedo, o la sequedad del aire. En última instancia, la gripe de 1557 duró diferentes olas de intensidad durante unos cuatro años en epidemias que aumentaron las tasas de mortalidad europeas, alteraron los niveles más altos de la sociedad y con frecuencia se extendieron a otros continentes.

### Imperio Otomano y Europa del Este

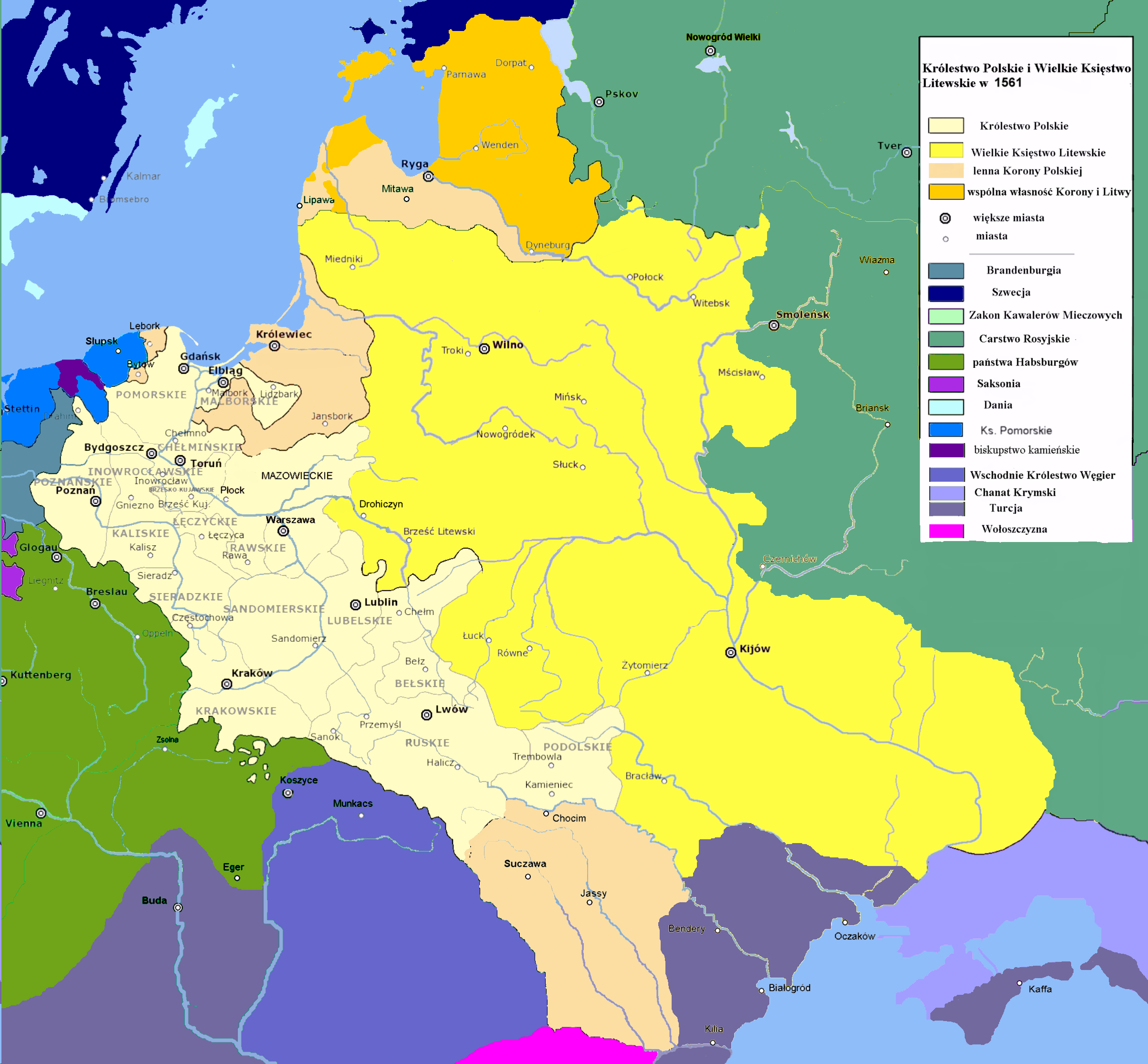
La gripe se extendió por Valaquia hacia Polonia y Lituania

La pandemia de gripe llegó por primera vez a Europa en 1557 desde el Imperio Otomano a lo largo de rutas comerciales y marítimas conectadas a Constantinopla, traídas a Asia Menor por viajeros infectados de Oriente Medio. En ese momento, el territorio del Imperio Otomano incluía la mayoría de los Balcanes y Bulgaria. Esto le dio a la gripe acceso sin restricciones a Atenas, Sofía y Sarajevo a medida que se extendía por todo el imperio. La gripe zarpó de la capital, Constantinopla, hacia los territorios norteafricanos recientemente conquistados de Trípoli (1551) y Habesh (1557), desde donde probablemente rebotó a Malta desde el norte de África a través de barcos mercantes, como durante la pandemia de 1510. En tierra, la gripe se extendió hacia el norte desde el Imperio Otomano sobre Valaquia hasta el Reino de Polonia y el Gran Ducado de Lituania antes de moverse hacia el oeste hacia Europa continental.

### Sicilia, Estados Italianos y Sacro Imperio Romano Germánico

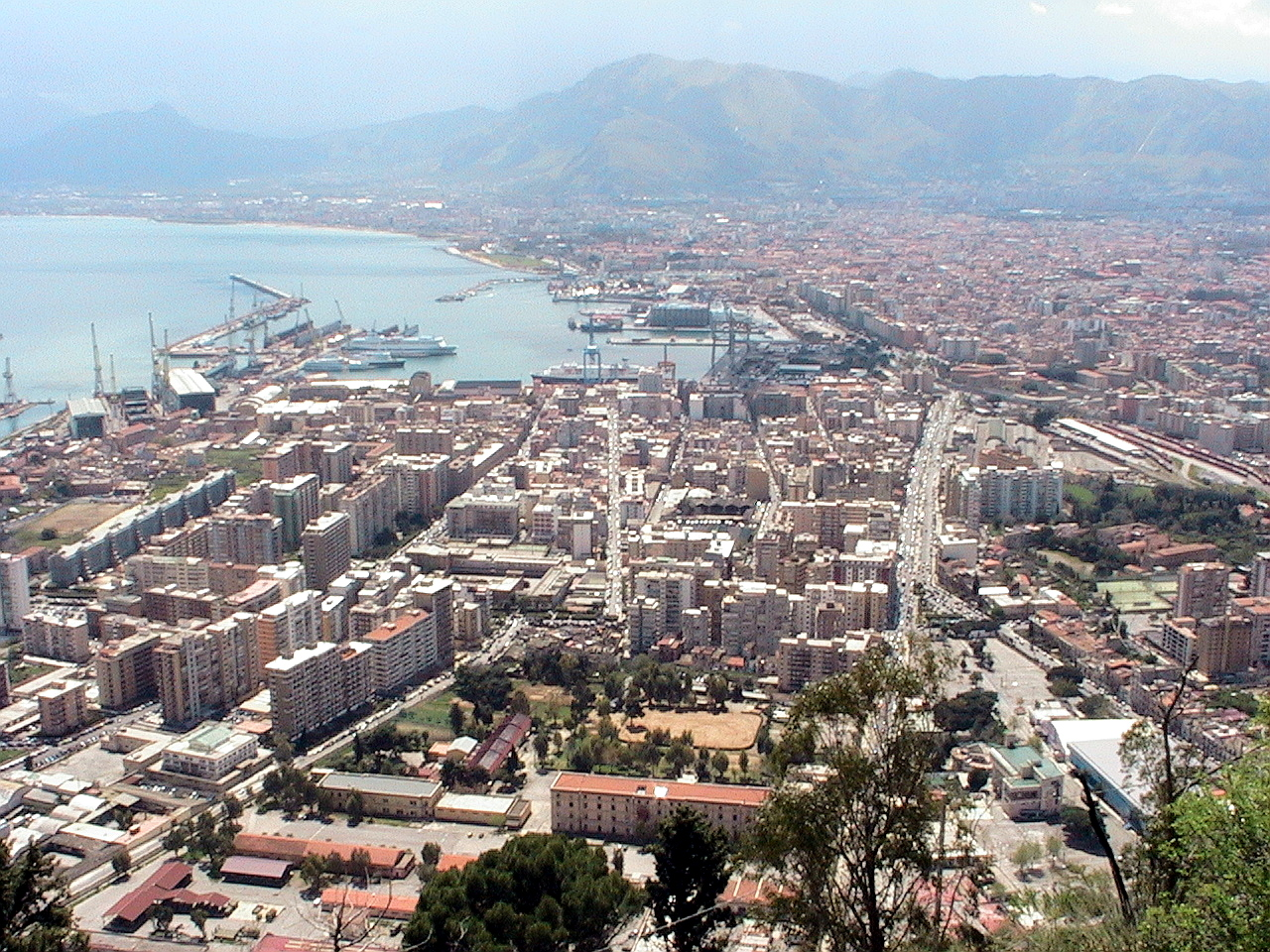
La gripe entró en Sicilia a través de los puertos de Palermo

La gripe llegó al Reino de Sicilia en junio a Palermo, de donde se extendió por toda la isla. Los servicios de la Iglesia, la vida social siciliana y la economía se vieron interrumpidos a medida que la gripe enfermaba a una gran parte de la población. El Senado siciliano pidió a un conocido médico palermitano llamado Giovanni Filippo Ingrassia que ayudara a combatir la epidemia en calidad de asesor, lo que aceptó. Ingrassia se acercó a las respuestas epidémicas como una colaboración entre funcionarios sanitarios y gubernamentales, y fue el primer "profesional de la salud" conocido en proponer que un sistema de monitoreo de epidemias de fiebres catarrreales contagiosas ayudaría en la detección temprana y el control de epidemias.
La gripe se extendió rápidamente desde Sicilia hasta el Reino de Nápoles en la parte baja de la península itálica, moviéndose hacia arriba a lo largo de la costa. En Urbino, el poeta de la corte veneciana Bernardo Tasso, su hijo Torquato, y los ocupantes de un monasterio cayeron enfermos "de mano en mano" con gripe durante cuatro a cinco días. Aunque la epidemia dejó a toda la ciudad de Urbino enferma, la mayoría de los individuos se recuperaron sin complicaciones. Para cuando Bernardo había viajado al norte de Italia el 3 de agosto, la enfermedad ya se había propagado al resto de Europa. En Lombardía hubo un brote de "catarro asfixiante" que rápidamente podría llegar a ser mortal. Los síntomas eran tan graves que algunos miembros de la población sospechaban que se había producido una intoxicación masiva.
Padua, en el Sacro Imperio Romano Germánico, comenzó a ver casos en agosto, con una enfermedad que duró hasta septiembre. El historiador médico alemán Justus Hecker escribe que la población joven de Padua había estado tambaleándose de un doble brote de sarampión y viruela desde la primavera, cuando una nueva enfermedad, con tos extrema y dolor de cabeza, comenzó a afligir a los ciudadanos a finales del verano. La enfermedad fue conocida como coqueluche. Suiza también fue alcanzada por la enfermedad en agosto. "Catarrh" arrasó las mesetas suizas de agosto a septiembre y casi interrumpió los estudios de posgrado del médico suizo Felix Plater, que se enfermó por ataques severos de tos mientras era candidato a su doctorado.

### Reino de Francia

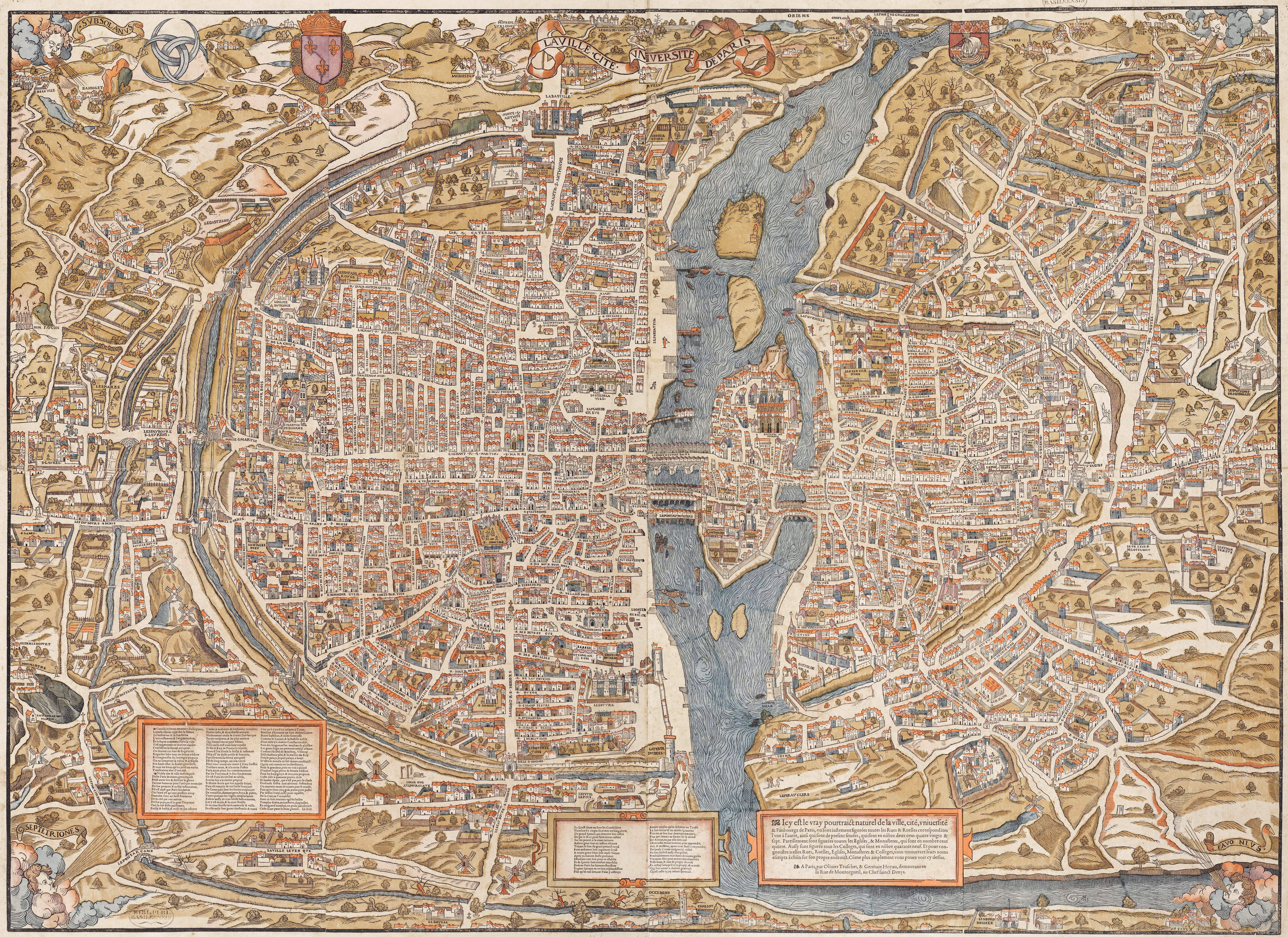
Los tribunales de París fueron cerrados durante la pandemia de gripe de 1557

La médica e historiadora médica francesa Lazare Rivière documentó las descripciones de un médico anónimo de un brote de gripe ocurrido en la región francesa de Languedoc en julio de 1557. La enfermedad, a menudo llamada coqueluche por los franceses, causó un brote severo en Nimes que presentó una rápida aparición de síntomas como dolores de cabeza, fiebres, pérdida de apetito, fatiga y tos intensa. La mayoría de los que murieron de la enfermedad lo hicieron el cuarto día, pero algunos sucumbieron hasta 11 días después de los primeros síntomas. A lo largo de la pandemia de gripe en Languedoc había una alta tasa de mortalidad, con hasta 200 personas al día muriendo en Toulouse en el apogeo de la epidemia de la región. El médico italiano Francisco Vallerioli, conocido como François Valleriola, fue testigo de la epidemia en Francia y describió los síntomas de la gripe de 1557 como con fiebre, dolor de cabeza intenso, tos intensa, dificultad para respirar, escalofríos, ronquera y expulsión de flema después de 7 a 14 días. El abogado francés Étienne Pasquier escribió que la enfermedad comenzó con un fuerte dolor en la cabeza y una fiebre de 12 a 15 horas mientras que las narices de los enfermos "corrían como una fuente". París vio su poder judicial interrumpido cuando el Tribunal de Derecho de París suspendió sus reuniones para frenar la propagación de la gripe. El historiador médico Charles-Jacques Saillant describió esta gripe como especialmente mortal para aquellos que fueron tratados con sangrado y muy peligroso para los niños.

### Reino de Inglaterra y Escocia
La gripe de 1557 afectó gravemente a las islas británicas. El historiador médico británico Charles Creighton citó a un escritor contemporáneo, Wriothesley, quien señaló en 1557 que "este verano reinó en Inglaterra buzos extraños y nuevas enfermedades, tomando hombres y mujeres en sus cabezas; como extrañas agües y fiebres, de los que muchos murieron". El médico del siglo XVIII Thomas Short escribió que aquellos que sucumbieron a la gripe "fueron dejados sangre o tenían vísceras poco sólidas". La gripe asoló el ejército de María I de Inglaterra al dejar a su gobierno incapaz de entrenar suficientes refuerzos para que el conde de Rutland protegiera Calais de un inminente asalto francés, y en enero de 1558 el duque de Guise había reclamado la ciudad poco protegida en nombre de Francia.
La gripe contribuyó significativamente a las tasas de mortalidad inusualmente altas de Inglaterra para 1557-58: Los datos recopilados en más de 100 parroquias en Inglaterra encontraron que las tasas de mortalidad aumentaron hasta en un 60% en algunas áreas durante la epidemia de gripe, a pesar de que enfermedades como la verdadera peste no estaban muy presentes en Inglaterra en ese momento. El Dr. Short encontró que el número de entierros para las ciudades del mercado era mucho mayor que los bautizos de 1557 a 1562. Por ejemplo, el número anual de entierros en Tonbridge aumentó de 33 en promedio en 1556 a 61 en 1557, 105 en 1558 y 94 en 1559. Antes de la epidemia de gripe, Inglaterra había sufrido de una mala cosecha y hambruna generalizada que el historiador médico Thomas Short creía que hacía la epidemia más mortal.

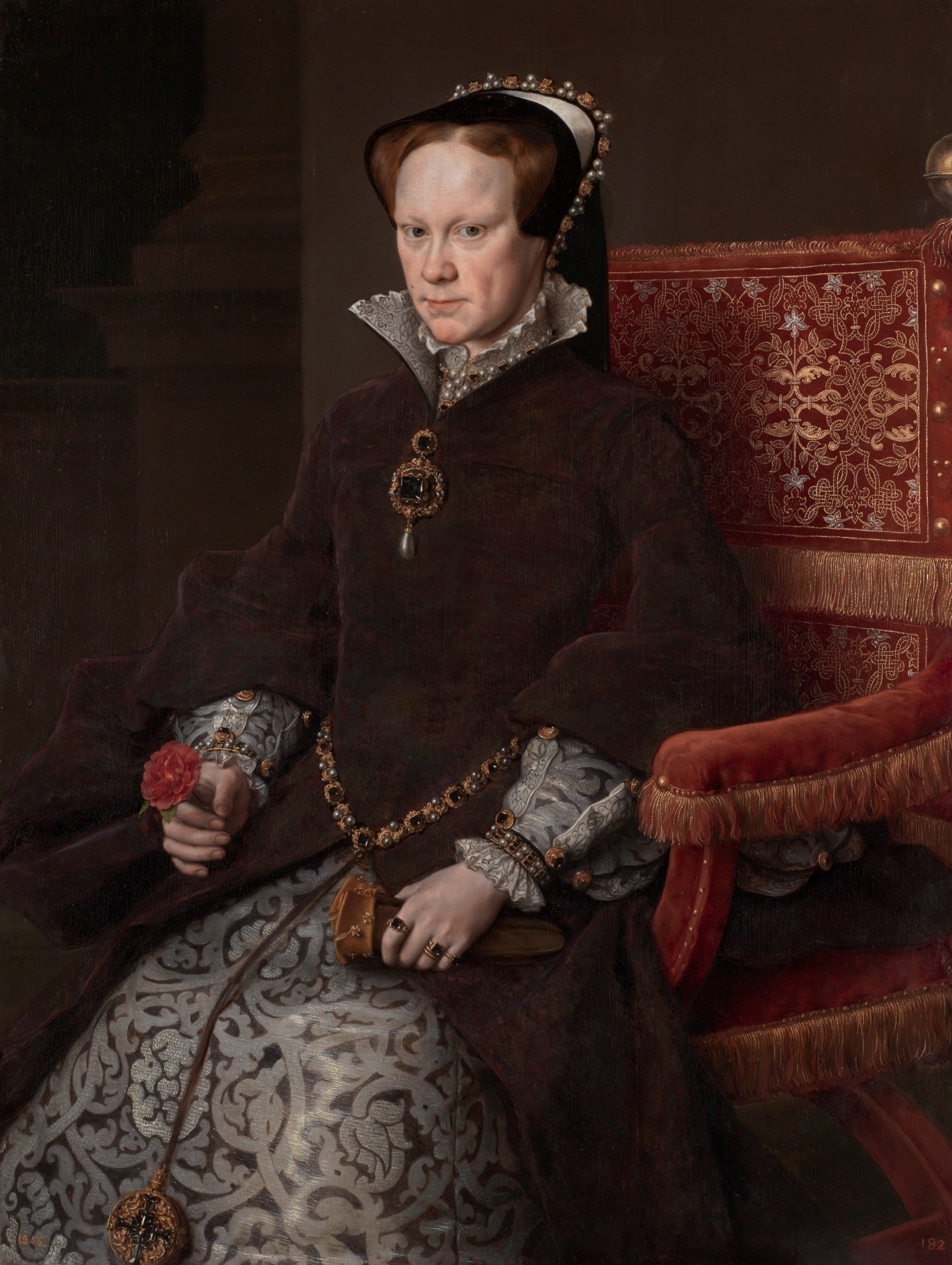
La gripe estaba muy extendida en Londres cuando María I de Inglaterra murió

La gripe regresó en 1558. El historiador contemporáneo John Stow escribió que durante "el invierno las ágüese del cuarto continuaron de la misma manera" a la epidemia de 1557. El 6 de septiembre de 1558, el Gobernador de la Isla de Wight, Lord St. John, escribió en un despacho a la Reina María sobre una enfermedad altamente contagiosa que afectaba a más de la mitad de la gente de Southampton, la Isla de Wight y Portsmouth (lugares donde Lord St. John había estacionado tropas). Un segundo envío a partir del 11 p. m. del 6 de octubre indicó "del alcalde de Dover que no hay peste allí, pero la gente que muere a diario son los que salen de los barcos, y gente tan pobre como salir de Calais, de la nueva enfermedad". Uno de los comisionados para la rendición de Calais encontró a Sir William Pickering, ex mariscal de caballero del rey Enrique VIII, "muy adolorido de esta nueva agua ardiente. Ha tenido cuatro ataques dolorosos, y se le trae muy bajo, y en peligro de su vida si continúan como lo han hecho." La gripe comenzó a moverse hacia el norte a través de Inglaterra, talando a numerosos agricultores y dejando grandes cantidades de granos ilesos antes de que llegara a Londres alrededor de mediados de octubre. La reina María y el arzobispo de Canterbury Reginald Pole, que habían estado en mal estado de salud antes de que estallara la gripe en Londres, probablemente murieron de gripe dentro de las 12 horas del otro el 17 de noviembre de 1558. Dos de los médicos de Mary también murieron. En última instancia, otros 8000 londinenses probablemente murieron de gripe durante la epidemia, incluyendo muchos ancianos y párrocos.

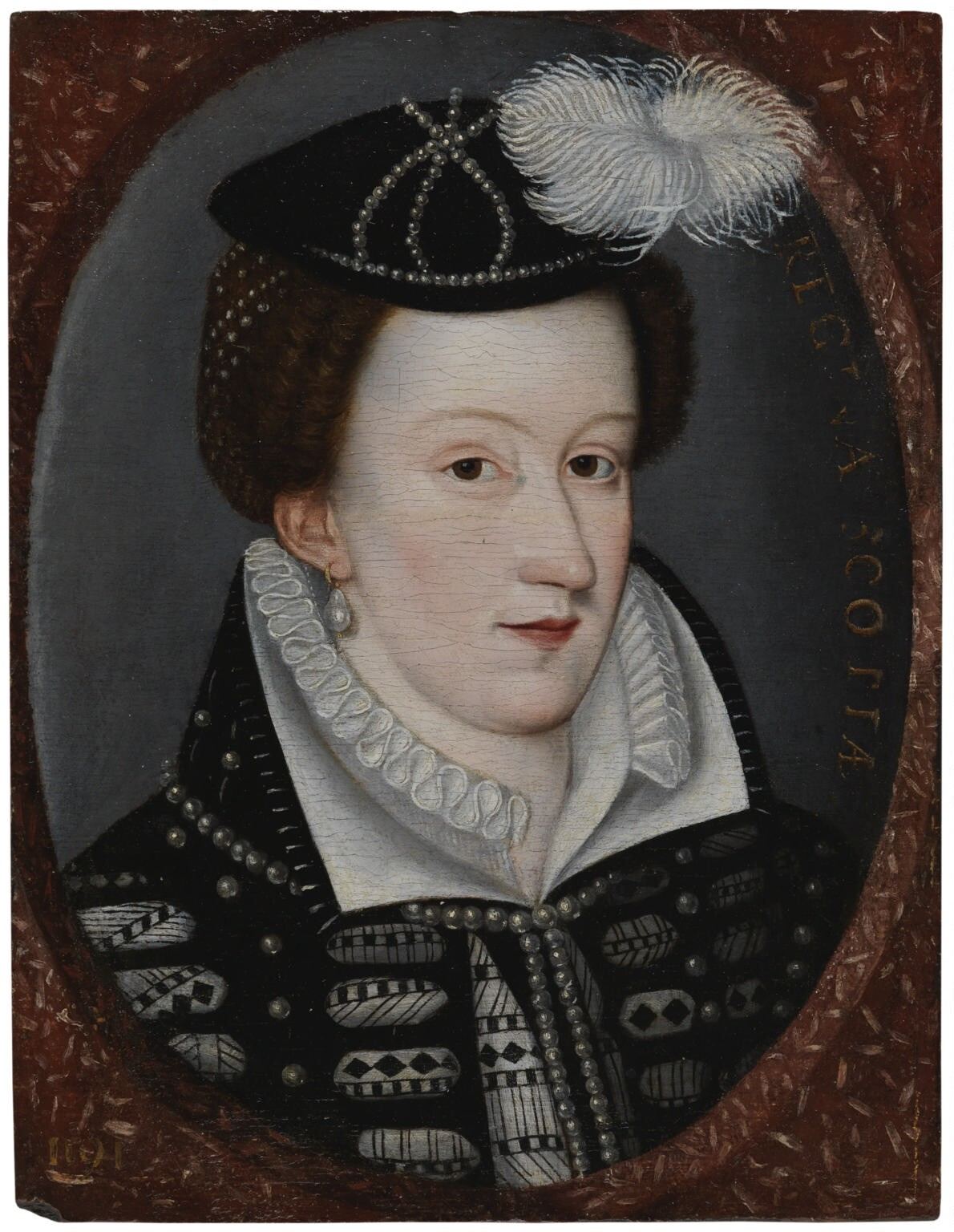
La gripe estaba siendo llamada el "nuevo conocido" cuando la Reina de Escocia la contrató en 1562

Nuevas olas de "águes" y fiebres se registraron en Inglaterra hasta 1559. Estos brotes repetidos resultaron inusualmente mortales para las poblaciones que ya sufren de lluvias extensas y cosechas deficientes. De 1557 a 1559 la población del país se contrajo en un 2%. El gran número de personas que murieron por epidemias y hambrunas en Inglaterra hizo que la inflación económica se aplane.
A finales de la década de 1550, el idioma inglés aún no había desarrollado un nombre propio para la gripe, a pesar de las epidemias anteriores. Así, la epidemia de 1557 fue descrita como una "plaga" (como muchas epidemias con mortalidad notable), "ague" (en general) o "nueva enfermedad" en Inglaterra. "El sudor" era un nombre utilizado para describir las fiebres y "águes" generalmente mortales, similares a la gripe, que azotaban el campo inglés de 1557 a 1558, a pesar de que no había registros fiables de enfermedad de sudoración después de 1551. El doctor John Jones, un prominente médico londinense del siglo XVI, se refiere en su libro Dyall of Agues a un "gran sudor" durante el reinado de la reina María I de Inglaterra. Después de la pandemia de 1557, los apodos ingleses para la gripe comenzaron a aparecer en letras, como "la nueva enfermedad" en Inglaterra y "el nuevo conocido" en Escocia. Cuando toda la corte real de María I de Escocia, fue golpeada por la gripe en Edimburgo en noviembre de 1562, Lord Randolph describió el brote como "una nueva enfermedad, que es común en esta ciudad, llamada aquí 'el nuevo conocido', que pasó también por toda su corte, neigh sparing señor, dama, ni damoysell, no tanto como francés o inglés. Es un dolor en sus cabezas que lo tienen, y un dolor en el estómago, con una gran tos, que permanece con algo más de tiempo con otro corto tiempo, ya que encuentra cuerpos aptos para la naturaleza de la enfermedad... No hubo una apariencia de peligro, ni manie que murió de la enfermedad, excepto algunos ancianos". La propia Mary Stuart pasó seis días enferma en sus camas.

### Países Bajos de los Habsburgo

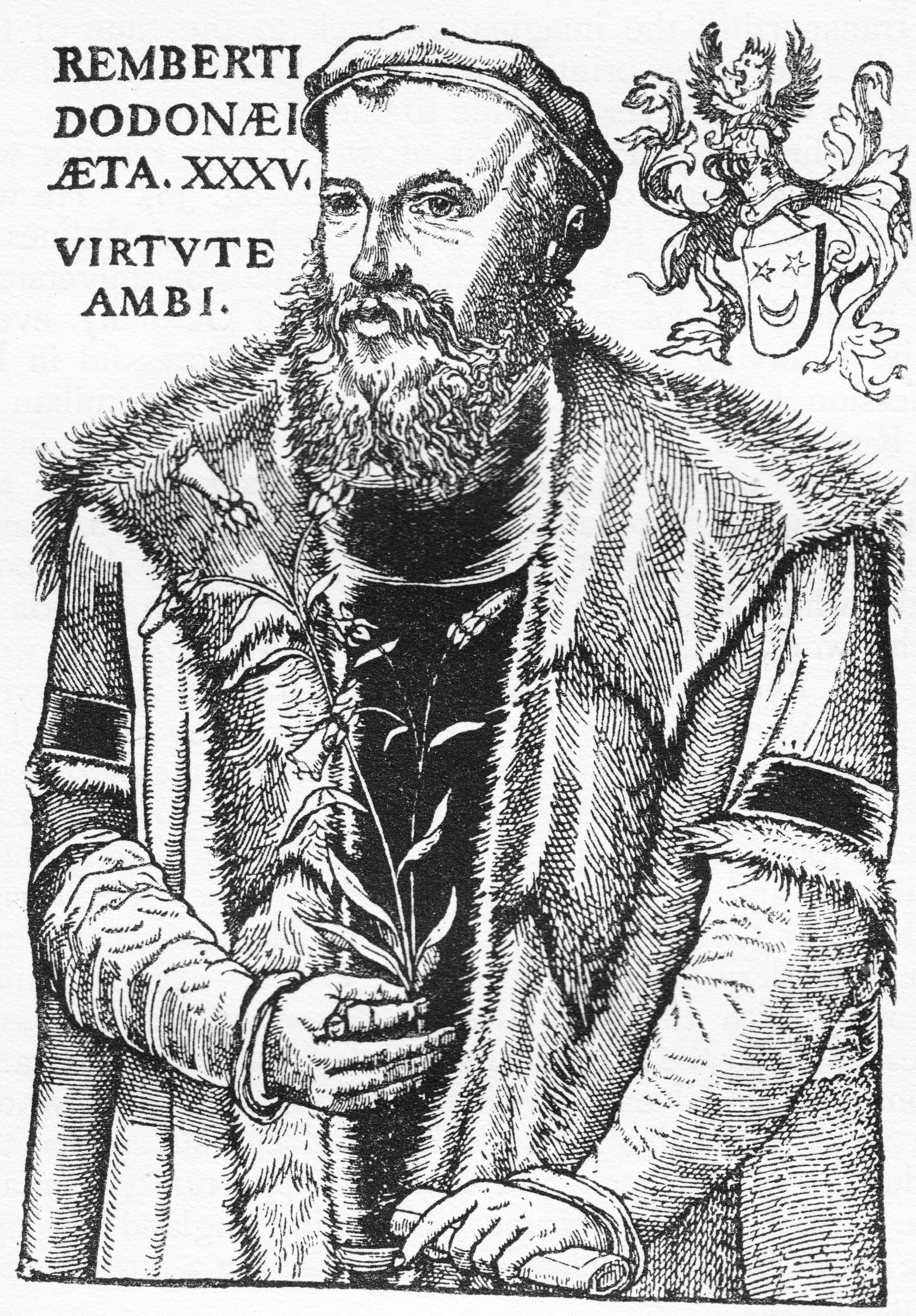
Rembert Dodoens atribuyó los brotes en Flandes al clima

En los Países Bajos de los Habsburgo también se vio fuertemente afectado por la gripe en octubre. El historiador holandés Petrus Forestus describió un brote en Alkmaar donde 2000 cayó enfermo de gripe y 200 perecieron en un lapso de tres semanas. El propio Forestus se enfermó de gripe y relató que "... comenzó con una ligera fiebre como una catarro común, y mostró su gran malignidad sólo por grados. Luego se produjeron ataques repentinos de asfixia, y el dolor en el pecho fue tan angustioso que los pacientes imaginaron que debían morir en el paroxismo. La queja se incrementó aún por una tos apretada y convulsiva. La muerte no tuvo lugar hasta el día 9 o 14". Además, observó que la gripe era muy peligrosa para las mujeres embarazadas, matando al menos a ocho ciudadanos de este tipo en Alkmaar que la contrajeron. Los síntomas de la gripe llegaron repentinamente y atacaron a miles de residentes de la ciudad al mismo tiempo. El hambre probablemente contribuyó a un mayor número de muertes, ya que las autoridades habían estado luchando para proporcionar alimentos a los necesitados en medio de una severa escasez de pan durante el verano. Tratando de explicar la epidemia de fiebres y enfermedades respiratorias que afecta a los Países Bajos, el médico flamenco Rembert Dodoens sugirió que los brotes masivos de enfermedades fueron causados por un verano seco y caluroso después de un invierno muy frío.

### España y Portugal

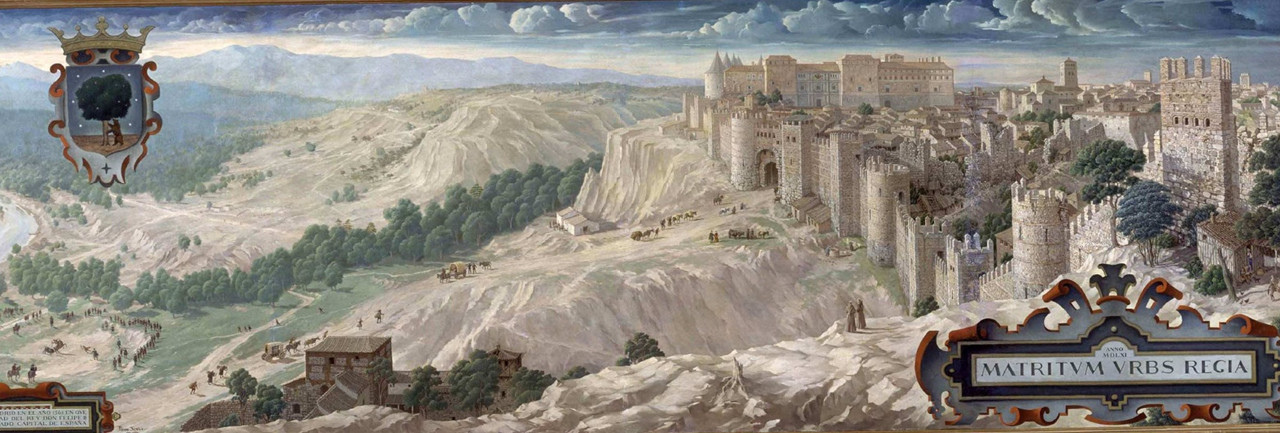
La gripe se extiende desde Madrid a todo el Imperio español

España se vio muy afectada por la gripe, que los cronistas reconocieron como fiebre catarral altamente contagiosa. La gripe probablemente llegó a España alrededor de julio, con los primeros casos reportados cerca de Madrid en agosto. El historiador médico británico Thomas Short escribió que "en Mantua Carpentaria, a tres millas de Madrid, se reportaron los primeros casos... Allí comenzó con una rugosidad de las mandíbulas, tos pequeña, luego una fiebre fuerte con un dolor en la cabeza, la espalda y las piernas. Algunos se sentían como si estuvieran atados sobre el pecho, con un peso en el estómago, todo lo cual continuó hasta el tercer día como máximo. Luego la fiebre se desprendó, con un sudor de sangrado en la nariz. En algunos pocos, se convirtió en una pleuresía de perineumonía fatal". La sangría aumentó en gran medida el riesgo de mortalidad, y se observó en Mantua Carpentaria que "2000 fueron dejados desangrar y todos murieron". La gripe entonces entró en la capital de España, donde se extendió rápidamente a todas las partes del continente español.
Los casos se expandieron exponencialmente a medida que comerciantes, peregrinos y otros viajeros que salían de Madrid transportaban el virus a ciudades y pueblos de todo el país. Según el médico del rey Felipe II, Luis de Mercado, "toda la población fue atacada el mismo día, y a la misma hora del día. Fue catarro, marcado por fiebre del doble tipo terciano, con síntomas tan perniciosos que muchos murieron". Las malas cosechas y el hambre de la población española, así como la atención médica negligente, probablemente contribuyeron a la gravedad de la pandemia de gripe en España. Los síntomas de la gripe podrían ser tan intensos que los médicos de la región a menudo lo distinguían de otras neumonías contagiosas y estacionales que se propagan desde Europa del Este. Los españoles del siglo XVI frecuentemente referidos a cualquier brote masivo de enfermedades mortales genéricamente como pestilencia, y "plagas" son reconocidos como ocurridos en Valencia y Granada durante los años 1557-59, a pesar de los registros patológicos de la verdadera plaga (como descripciones de bubones) que ocurren en la zona en ese momento siendo escasa.
La gripe golpeó el Reino de Portugal al mismo tiempo que se extendió por toda España, con un impacto que se extendió a través del Océano Atlántico. El reino acababa de sufrir escasez de alimentos debido a la mala cosecha de 1556-57, lo que habría exacerbado los efectos de la gripe en pacientes hambrientos. Una violenta tormenta acababa de golpear Portugal y dañó gravemente el Palacio de Enxobregas, y al seguir con la atribución de brotes de gripe al clima historiadores portugueses como Ignácio Barbosa-Machado atribuyeron la epidemia en el reino a la tormenta con poca oposición. Barbosa-Machado se refirió a 1557 como el "anno de catarro".

## América

Marineros españoles trajeron gripe a Centroamérica

Hay registros del Nuevo Mundo que finalmente fueron alcanzados por la gripe en 1557, probablemente traídos a los Imperios español y portugués por marineros de Europa. La gripe llegó a Centroamérica en 1557, a bordo de barcos españoles que navegaban a Nueva España. Durante ese año se registraron epidemias de gripe en los estados del Atlántico sur, el área del Golfo y el suroeste. Los Cheroqui nativos americanos parecen haber sido afectados durante esta ola, y puede haberse extendido a lo largo de las rutas comerciales recién establecidas entre las colonias españolas en el Nuevo Mundo.

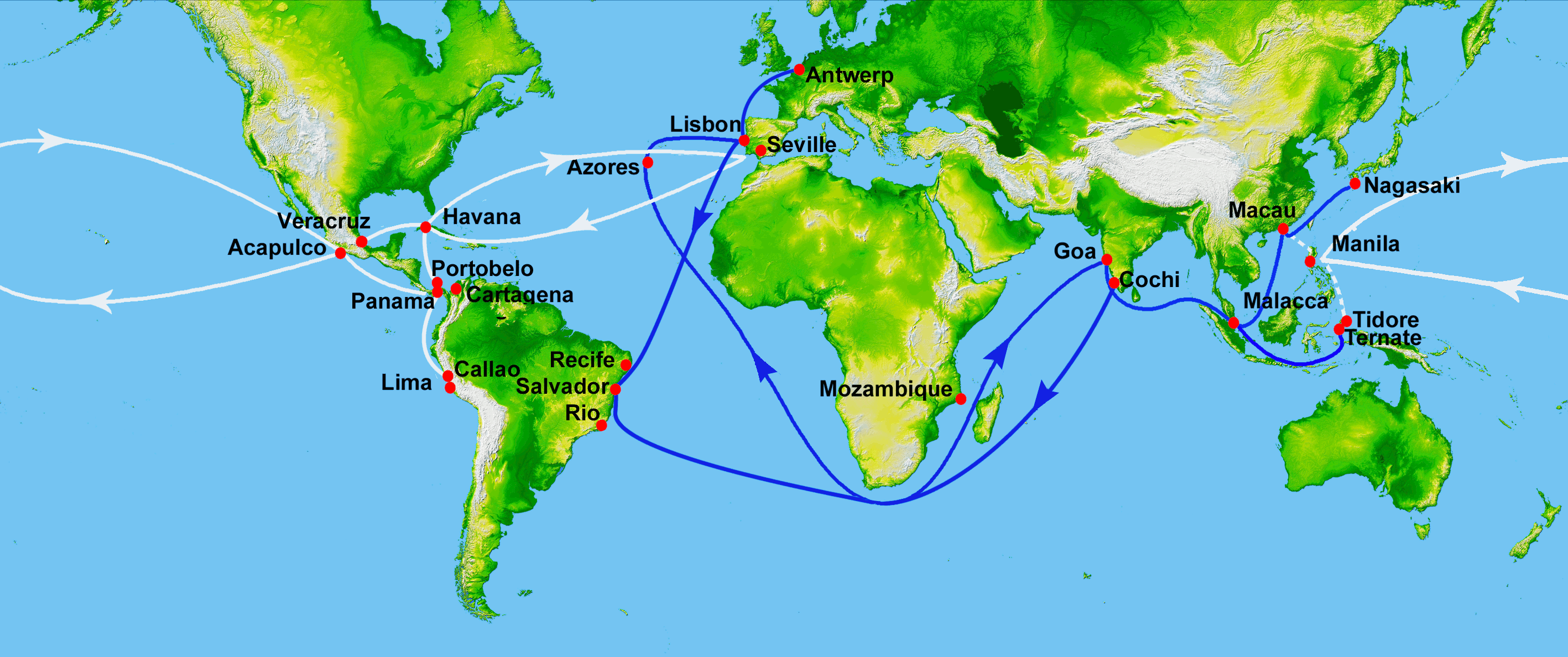
Marineros portugueses trajeron gripe a la costa este de Brasil

La gripe también llegó a Sudamérica. El antropólogo Henry F. Dobyns describió una epidemia de gripe de 1557 en Ecuador en la que las poblaciones europeas y nativas quedaron enfermas de tos severa. En el Brasil colonial, los misioneros portugueses no tomen descansos de las actividades religiosas cuando se enfermaron. Misioneros como la Compañía de Jesús en Brasil fundador Manuel da Nóbrega continuaron predicando, organizando misa, y bautizando conversos en el Nuevo Mundo incluso cuando sintomático con enfermedades contagiosas como la gripe. Como resultado, la gripe se habría propagado rápidamente a través de colonias portuguesas debido a la asistencia obligatoria a la iglesia. En 1559 la gripe golpeó el Brasil colonial con una ola de enfermedades registrada a lo largo del estado costero de Bahía: Ese febrero, la región de Espírito Santo fue golpeada por un brote de infecciones pulmonares, disentería y "fiebres que dicen atacaron inmediatamente los corazones, y que rápidamente los derribó". Poblaciones de nativos intentaron huir de la infección que afectaba a sus comunidades, propagando la gripe hacia el norte. Los misioneros europeos sospecharon que epidemias tan severas entre las poblaciones nativas era una forma de castigo divino, y se refirieron a los brotes de pleuresía y disentería entre los nativos de Bahía como "la espada de la ira de Dios". Misioneros como Francisco Pires se compaginaban con los hijos enfermos de los nativos, a quienes a menudo consideraban inocentes, y con frecuencia los bautizaban durante las epidemias en la creencia de que habían "salvado" sus almas. Las tasas de bautismo en las comunidades nativas estaban profundamente relacionadas con brotes de enfermedades, y las políticas misionales de llevar a cabo actividades religiosas mientras estaban enfermos probablemente ayudaron a propagar la gripe.

## África

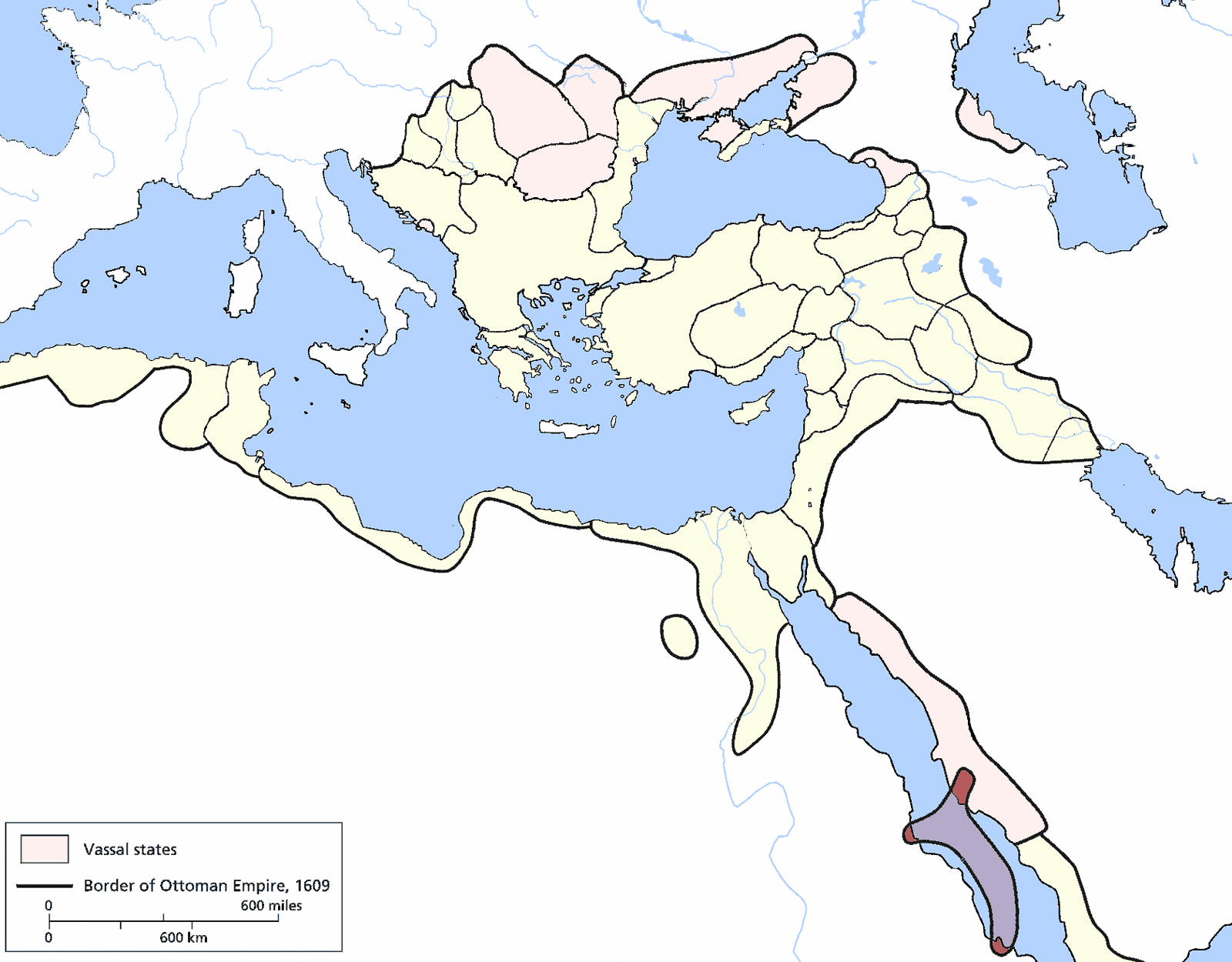
El ejército otomano no logró conquistar la capital de Medri Bahri, Debarwa, después de que sus fuerzas fueran aniquiladas por la gripe en 1559.

La gripe atacó África a través del Imperio Otomano, que en 1557 estaba expandiendo sus territorios en las partes norte y este del continente. Egipto, que había sido conquistado por el Imperio Otomano unos 40 años antes, se convirtió en un punto de acceso para que la gripe viajara hacia el sur a través del Mar Rojo a lo largo de rutas marítimas. Los efectos más memorables de la pandemia en el ejército otomano en África se registran como parte de la ola de 1559.

### Imperio etíope y Eyalato de Habesh
El Reino de Portugal había apoyado al Imperio etíope en su guerra contra la expansión otomana del Eyalato de Habesh y enviado ayuda a su emperador, incluyendo un equipo con Andrés de Oviedo en 1557 que registró los acontecimientos. En 1559 el Imperio Otomano luchó con una severa ola de gripe: Después de la muerte del emperador Gelawdewos y la mayoría del agregado portugués en la batalla, la gripe mató a miles de tropas del ejército otomano que ocupaban la ciudad portuaria de Massawa. Massawa fue reclamado por los otomanos de Medri Bahri durante su conquista de Habesh en 1557, pero la ola de la pandemia de 1559 desafió el control de su ejército en territorio alrededor de la ciudad después de que la gripe cortara un gran número de las fuerzas otomanas. Debido a la epidemia, los soldados otomanos pronto fueron llamados de vuelta a los puertos, a pesar de que el emperador había sido asesinado, y poco después el hermano de Gelawdewos, Menas, ascendió al trono etíope y se convirtió del Islam al cristianismo.

## Medicina y tratamientos

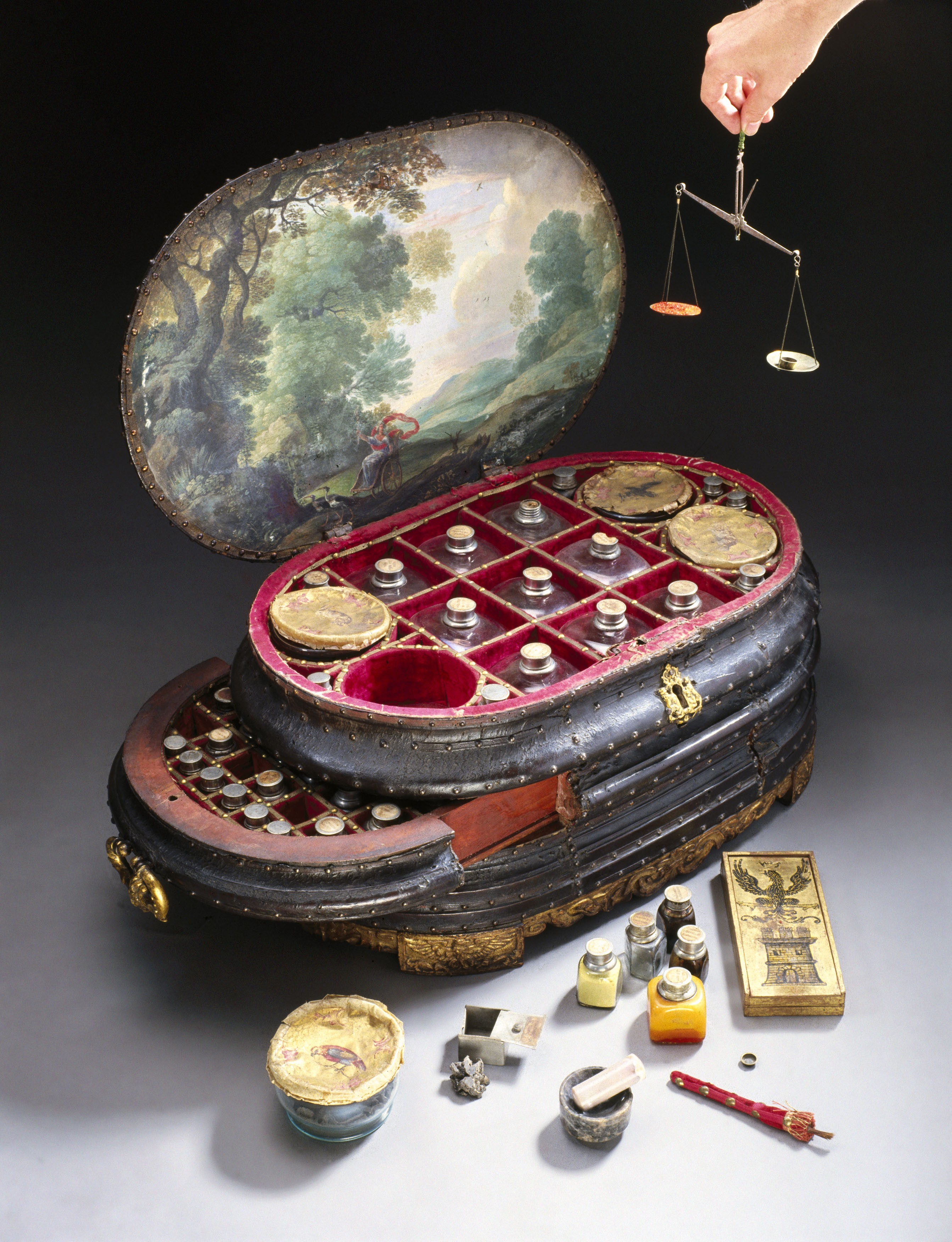
La medicina de mediados del era ineficaz para la gripe

La mayoría de los médicos de la época se suscriben a la teoría del humorismo, y creían que el cosmos o el clima afectaban directamente la salud de comunidades enteras. Los médicos que tratan la gripe a menudo usaban tratamientos llamados cocciones para eliminar el exceso de humor que creían que estaba causando enfermedades. El Dr. Thomas Short describió los tratamientos para la gripe de 1557 como haber incluido gargling "agua de rosas, membrillos, moras y tierra sellada". El "sangrado suave" se utilizó sólo el primer día de la infección, ya que las técnicas médicas utilizadas con frecuencia como la sangría y la purgación eran a menudo mortales para la gripe. En Urbino, la "dieta y el buen gobierno" fueron reconocidos como formas comunes en que los enfermos manejaban su enfermedad.

## Identificación como gripe
La naturaleza de la pandemia de 1557 como una enfermedad respiratoria mundial y altamente contagiosa con una rápida aparición de síntomas similares a los de la gripe ha llevado a muchos médicos, desde historiadores médicos como Charles Creighton a epidemiólogos modernos, a considerar la enfermedad causal como gripe. "Descripciones bien documentadas de observadores médicos" que fueron testigos de los efectos de la pandemia a medida que se propagaba a través de las poblaciones han sido revisadas por numerosos historiadores médicos en los siglos posteriores. Médicos contemporáneos de la gripe de 1557, como Ingrassia, Valleriola, Dodoens y Mercado, describieron síntomas como tos severa, fiebre, mialgia y neumonía que ocurrieron en un corto período de tiempo y llevaron a la muerte en días si un caso iba a ser mortal. Las infecciones se generalizaron tanto en países que influencias como el clima, las estrellas y el envenenamiento masivo fueron culpados por los observadores de los brotes, un patrón recurrente en las epidemias de gripe que ha contribuido al nombre de la enfermedad. Antes de que se realizara una mayor investigación sobre la gripe en el siglo XIX, algunos historiadores médicos consideraron que las descripciones de la "angina de pecho" epidémica de 1557 eran escarlatina, tos ferina y difteria. Pero las características más llamativas de la escarlatina y la difteria, como erupciones cutáneas o pseudomembranas, siguen sin ser mencionadas por ninguno de los observadores de la pandemia de 1557 y la primera epidemia reconocida de tos ferina es un brote localizado en París a partir de 1578. Estas enfermedades pueden parecerse a la gripe en sus primeras etapas, pero la gripe pandémica se distingue por sus epidemias rápidas y sin restricciones de enfermedades respiratorias graves que afectan a todas las edades con infecciones y mortalidades generalizadas.